# میرزا مهدی‌علی‌خان بهادرجنگ
میرزا مهدی‌علی‌خان بهادر نامدار به حشمت جنگ (۱۷۵۲ خراسان - ۱۸۰۴ بوشهر) زاده خراسان و نماینده و کارگزار سیاست‌های کمپانی هند شرقی بریتانیا در ایران و برخی کشورهای دیگر بود.

## سرگذشت
میرزا مهدی‌علی‌خان در سال ۱۱۶۶ هجری قمری (۱۷۵۲ میلادی) در خراسان زاده شد. پدرش میرزا محمدصادق‌خان، حکیم‌باشیِ نادرشاه افشار بود. نیاکان او هنگام پادشاهی صفویان، وزارت خراسان را بر دوش داشتند. حکیم‌باشی در هنگام کشتن نادرشاه در لشکرگاه او بود. در زمان پادشاهی شاهرخ‌میرزای افشار در جایگاه نماینده ایران در روم (عثمانی) برگزیده شد. میرزا محمدصادق‌خان فرزندش میرزا مهدی‌علی‌خان را به این مأموریت فرستاد.
میرزا مهدی‌علی‌خان در ربیع‌الاول ۱۱۸۵ به استانبول رهسپار شد. پس از این که خبر شورش‌ها و ناآرامی‌های مشهد به گوش او رسید، کار خود را رها کرد و به سفر شام، مکه و عتبات رفت. در سال ۱۱۹۳ هجری قمری به یکباره به سوی بندر سورت هندوستان رفت. برخی هم گفته‌اند انگیزه رفتن او از خراسان به سوی هند، ناسازگاری وی با پسران نادرشاه افشار بوده‌است.
او به همراه خانواده و فرزندانش به حیدرآباد و سپس به لکهنو رفت. در آنجا توانست به دربار شاه اوده راه یابد و القابی چون نواب و بهادر جنگ از وی دریافت کرد. سپس در سن ۲۷ سالگی به بنارس رفت و با جاناتان دانکن آشنا شد. دانکن از سرشناس‌ترین اعضای کمپانی هند شرقی بریتانیا بود. دوستی آن دو به اندازه‌ای بالا گرفت که پس از گماشته شدن دانکن به سرپرستی فرمانداری بمبئی در سال ۱۷۹۵ میلادی، میرزا مهدی‌علی هم به دنبال وی به آن شهر رفت.

### کمپانی هند شرقی بریتانیا
کمپانی هند شرقی بریتانیا برای پاسداری از نفوذ و توان خود در هند نیاز می‌دید تا در سرزمین‌ها و کشورهای گرداگرد هندوستان نیز دستی داشته باشد. کمپانی می‌کوشید از طریق مذاکره با قدرت‌های محلی، رقبای اروپایی خود را از سرزمینهای پیرامون هندوستان دور کند. بزرگترین رقیب این شرکت، فرانسوی‌ها بودند. از سوی دیگر سران شرکت می‌ترسیدند که کشورهای همسایه مانند ایران و افغانستان برای آزادسازی هندوستان از چنگ این شرکت دست به کار شوند. پس با به‌کارگیری فرستاده‌های کارآزموده به این سرزمین‌ها تلاش می‌کردند نخست آنها را به راندن کارگزاران فرانسوی برانگیزند و سپس ایشان را در برابر هر نیرویی که شرکت را تهدید می‌کرد می‌شوراندند. این کار نیز با بستن پیمان نامه‌ها استوار می‌شد.
فرمانفرمای هند که لقب مدیر کمپانی هند شرقی بریتانیا بود، برای رفع خطر حاکم کابل به شدت نیاز به همکاری دربار ایران داشت که در این زمان در اختیار فتحعلی‌شاه قاجار بود. از این رو میرزا مهدی‌علی‌خان برای این مأموریت حساس انتخاب شد.
با نگاهی به چیرگی میرزا مهدی‌علی‌خان بر چند و چون سرزمین ایران و زبان فارسی وی را در نقش نمایندهٔ مقیم بوشهر (بالیوز) گماشتند. این نمایندگی از سال ۱۷۷۸ میلادی در این شهر بنیادگذاری شده بود و این نخستین بار در تاریخ این کمپانی بود که به یک بومی بیگانه چنین کاری سپرده می‌شد. آمدن میرزا مهدی‌علی به بوشهر هم بی‌دردسر نبود، به‌گونه‌ای که بالیوز پیشین به نام نیکولاس هنکی اسمیت که انگلیسی هم بود آماده واگذاری نمایندگی به وی نشد تا اینکه با نامهٔ سرزنش آمیز فرماندار بمبئی روبرو شد.
او در سال ۱۷۹۸ از سوی جاناتان دانکن فرماندار بمبئی مأموریت گرفت به سراغ امام مسقط رفته و نظر او را به سوی کمپانی هند شرقی بکشاند. امام مسقط به فرانسوی‌ها نزدیک بود و خبر جابجایی کشتی‌های انگلیسی‌ها را به فرانسوی‌ها می‌داد. میرزا مهدی‌علی کارهای دیگری هم داشت، مانند: تلاش برای افزایش واردات کمپانی هند شرقی به ایران؛ کوتاه کردن دست بازرگانان روس از ایران؛ و پیشگیری از رخنه فرانسه در ایران. میرزا مهدی‌علی‌خان همهٔ این مأموریت‌ها را با زیرکی بسیار انجام داد و در همهٔ آن‌ها کامیاب بود. برای نمونه وی هرگز نگذاشت که دربار ایران از ترس سران کمپانی در برابر فرماندار کابل آگاه شود و به جای آن گزارشی گسترده از بدرفتاری سنی‌های افغانی دربارهٔ شیعیان لاهور داد تا شور دینی ایرانی‌ها را برانگیزد. این کارها حتی فراتر از خواسته‌های بریتانیایی‌ها بود.
بدگمانی اعضای کمپانی هند شرقی به یک بیگانه سرانجام مایه آن شد تا فرمانفرمای سراسر هندوستان، سِر جان مَلکُم را به دربار ایران بفرستد و از میرزا مهدی‌علی‌خان بخواهد همکاری گسترده‌ای با او داشته باشد. این در زمانی بود که میرزا مهدی‌علی در خوش‌خدمتی به انگلیسی‌ها بیش از آنچه آن‌ها خواسته بودند هم پیش رفته بود. اعضای کمپانی بر این باور بودند که گزارش‌های او بزرگنمایی است و وی در نام بردن از پیروزی‌های خود درشتنمایی می‌کند. میرزا مهدی‌علی به سختی از رفتار کمپانی آزرده شد گرچه سودی که از کمپانی به او می‌رسید تا آنجا بود که رفتارهای تند نمایندهٔ تازه کمپانی هم وی را از پیگیری خدمت ناامید نکرد.
نخستین سفر جان ملکم به ایران هر چند سراسر با کامیابی همراه نبود ولی وی توانست یک پیمان بازرگانی و سیاسی با ایرانی‌ها ببندد. در بازگشت گروه بریتانیایی به هندوستان، حاجی خلیل‌خان ملک‌التجار که پیش از آن در قزوین با کمپانی هند شرقی بریتانیا دادوستدهای بازرگانی انجام می‌داد، در جایگاه وزیر مختار ایران به هند رفت گرچه در پی یک درگیری که میان نگهبانان هندی او و همراهان وی درگرفت، وی که تلاش می‌کرد تا کشمکش را به آشتی پایان دهد، در پی تیراندازی، گلوله‌ای ناخواسته به او برخورد کرد و کشته شد. میرزا مهدی‌علی‌خان که در بوشهر بود با آگاهی یافتن از این پیشامد، آغاز به پخش خبرهای دروغ و فرستادن آن‌ها به شهرهای دیگر و دربار شاه ایران کرد. اخبار نادرست وی بر این استوار بود که مرگ حاج خلیل خان از سر لغزش و بدرفتاری خودش بوده‌ و کس دیگری در این رخداد نقشی نداشته‌است. کارگزاران فرمانداری هند (بویژه سر جان ملکم) پس از آگاهی از این کار، میرزا مهدی‌علی‌خان را در سال ۱۸۰۳ میلادی به بمبئی فراخواندند و با حقوق ماهانه ۸۰۰ روپیه از خدمت برکنار کرده و بازنشسته کردند. پس از او جاناتان هندری لاوِت از سوی کمپانی به جایگاه بالیوز بوشهر گمارده شد. او کسی بود که پیش از آن، گزارش‌های میرزا مهدی‌علی را برای سران کمپانی به انگلیسی ترجمه می‌کرد.
میرزا مهدی‌علی‌خان تنها یک سال پس از آن در ژوئیه ۱۸۰۴ (تیر ۱۱۸۳) درگذشت. مرگ او مایه آزردگی بسیار جاناتان دانکن شد و دستور داد پیکر وی را به هزینه او و به بهای ۲۰ هزار پوند به نجف برده و به خاک بسپارند. کمپانی نخواست این هزینه را به دانکن بپردازد. اما در میان راه کشتی حامل پیکر میرزا مهدی‌علی به دام کشتی‌های فرانسوی افتاد و آنها پیکر وی را به دریا انداختند.

## ایجاد اختلاف میان شیعه و سنی توسط مهدیعلی خان
در سال ۱۱۷۸ حاکم افغانستان به دعوت بزرگان هند و برای مقابله با انگلیسی‌ها، به طرف هندوستان لشکرکشی کرد، انگلیسی‌ها که حضوری استعماری در هند داشتند، مستعمرهٔ خود را در خطر دیده و به فکر چاره افتادند، آن‌ها مهدیعلی خان بهادرجنگ را به دربار ایران فرستادند تا به شاه بگوید، سنی‌های افغانی به هند لشکر کشی کرده‌اند و شیعیان هندی را قتل‌عام می‌کنند و با همین بهانه، پادشاه ایران را علیه حاکم افغانستان برانگیزند. فرستادهٔ انگلیسی‌ها به شاه گفت، سنی‌ها تا آنجا که توانسته‌اند شیعیان را قتل‌عام کرده و عدهٔ دیگری که باقی مانده‌اند دست به دامان انگلیسی‌ها شده و مرا واسطه کرده‌اند تا از شما کمک بخواهم. شاه از شنیدن این صحبت‌ها به شدت متأثر شد و بسوی افغان‌ها حرکت کرد تا شر افغان‌های سنی را از سر شیعیان هند کم کند. حاکم افغانستان که از دسیسهٔ انگلستان مطلع شده بود نامه‌ای به فتحعلی شاه نوشت و گفت، خون هم از دماغ کسی نیامده است، بزرگان هند که از ستم انگلیسی‌ها جان به لب شده‌اند از من خواسته‌اند در قبال دریافت مبلغی، آن‌ها را از مظالم جانکاه انگلیسی‌ها نجات دهم.
این نامه حقیقت امر را بر صدراعظم روشن ساخت و با تلاش او، فتحعلی شاه واقف به نیرنگ انگلیسی‌ها شد، از حمله به افغان‌ها صرف نظر کرد و به پایتخت بازگشت. دوسال بعد که سفیر انگلستان به ایران آمد، در ملاقاتی با صدراعظم به شدت از او گله کرد و گفت «چرا شاه را از حمله به افغانستان منصرف کردید؟ شما شیعه هستید و باید از شیعیان حمایت کنید، مذهب شما چنین حکم می‌کند.»
[۱]. مهدیعلی خان بهادر جنگ.
[۲]. روزانه صدهزار روپیه.
[۳]. سر جان ملکم.